# Dieta atlàntica del sud d'Europa
|  | No s'ha de confondre amb Dieta atlàntica. |

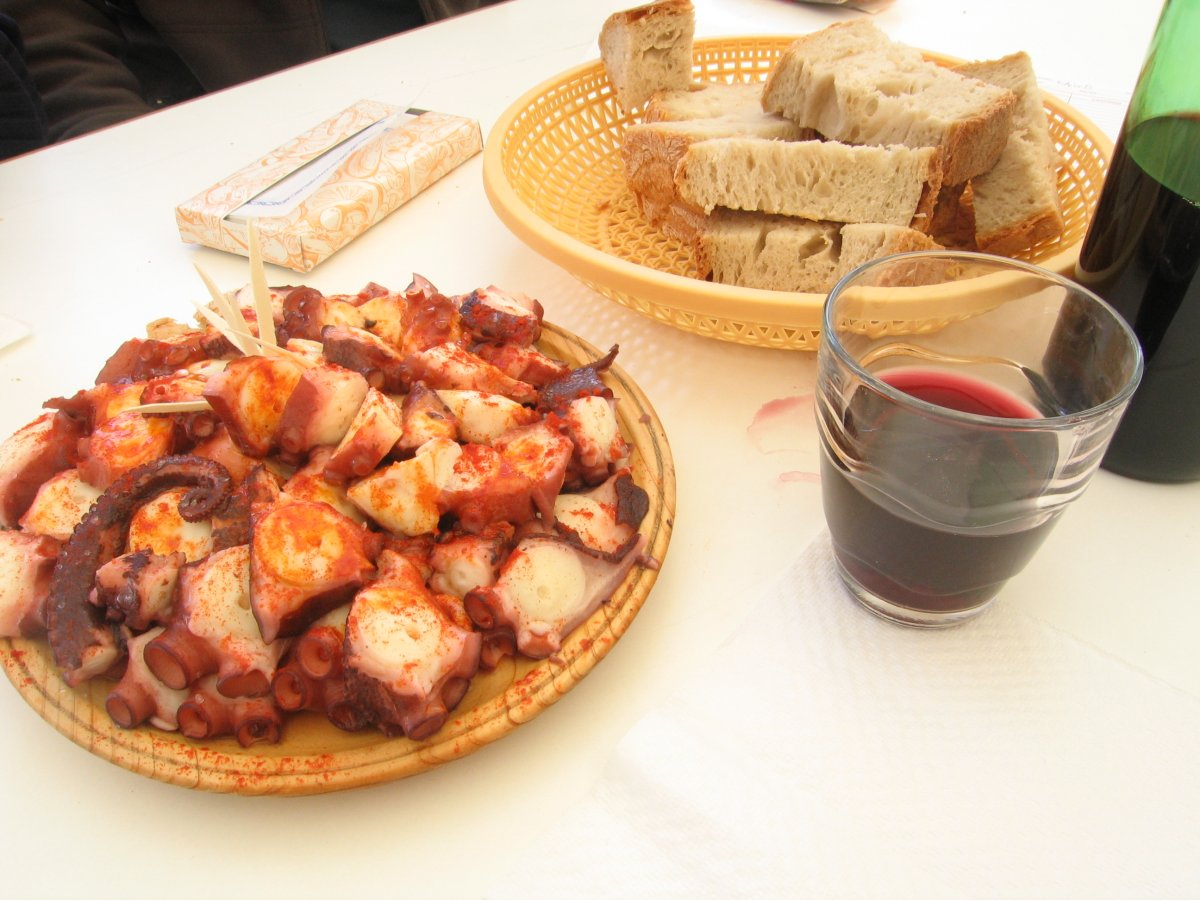
Pop a la gallega amb pa i vi.

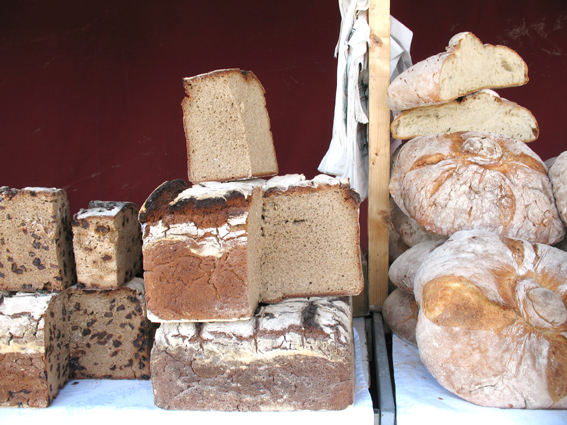
Pa gallec.

La dieta atlàntica (portuguès: dieta atlântica, gallec: dieta atlántica) és el conjunt d'hàbits alimentaris tradicionals dels pobles de Galícia i Portugal, al nord-oest de la península Ibèrica. Principalment inclou aliments no processats, fruites i verdures, fruita seca, pa integral, peix, lactis, ous, oli d'oliva i ocasionalment carn vermella i vi. S'assembla a la dieta mediterrània, atès que totes dues posen èmfasi a evitar els aliments processats. Ara bé, la dieta atlàntica incorpora més peix, llet, patata, pa, carn vermella i carn de porc; mentre que la dieta mediterrània conté més pasta, fesols i llavors, i prioritza els greixos saludables de l'oli d'oliva verge extra als greixos de peixos com el verat, la sardina i el salmó.

## Nom
A vegades, segons el context, s'hi fa referència com a «dieta atlàntica portuguesa» (portuguès: dieta atlântica portuguesa, gallec: dieta atlántica portuguesa), «dieta atlàntica gallega» (portuguès: dieta atlântica galega, gallec: dieta atlántica galega), «dieta gallega» (portuguès: dieta galega, gallec: dieta galega) o fins i tot «dieta atlàntica del sud d'Europa» (portuguès: dieta atlântica do sul da Europa, gallec: dieta atlántica do sur de Europa, anglès: Southern European Atlantic diet).

## Dieta
La dieta atlàntica implica un alt consum de peix, mol·luscs, crustacis, verdures, patates, pa, cereals, fruites, castanyes, llegums, mel, fruita seca i oli d'oliva. Així mateix, permet un consum mitjà de vi, llet, formatge, ous, carn de porc i carn de vedella. En general, hi ha un baix consum de carns greixoses, dolços i refrescs, o directament és nul.

## Efectes en la salut
Un estudi del Journal of the American Medical Association va arribar a la conclusió que seguir sis mesos la dieta atlàntica provoca una disminució significativa del risc de desenvolupar la síndrome metabòlica, cosa que pot englobar obesitat, pressió arterial alta, nivells alts de sucre en la sang, triglicèrids o colesterol, i que pot conduir al desenvolupament de malalties cardiovasculars i diabetis tipus 2. Un altre estudi, aquest difós a Molecular Psychiatry, va resoldre que la dieta atlàntica reduïa el risc de tenir depressió. Un treball publicat pel European Journal of Preventive Cardiology va extreure de l'anàlisi de la dieta atlàntica la conclusió que reduïa les possibilitats de mort per totes les causes, tant les motivades per malalties cardiovasculars com les produïdes pel càncer.

## Impacte cultural
Per la salubritat que la caracteritza, la dieta atlàntica és un factor de forta atracció del turisme a Europa, igual que la dieta mediterrània. El 2021, una ressenya de la publicació científica Minerva Endocrinology va descriure-la així: «Més que una dieta, és un estil de vida en què sempre tenen cabuda l'exercici físic, les tècniques culinàries simples, el respecte per les tradicions i el plaer de menjar acompanyats».